# Eisen(III)-iodid
Eisen(III)-iodid ist eine anorganische chemische Verbindung des Eisens aus der Gruppe der Iodide. Festes Eisen(III)-iodid ist instabil. Es entsteht nicht, wenn Eisen(II)-iodid mit Iod getempert wird. Gasförmiges Eisen(III)-iodid kann erhalten werden, wenn ein mit Iod beladenes Stickstoffgas bei 499–559 °C über festes Eisen(II)-iodid geleitet wird. Die Gleichgewichtsgasphase enthält dabei neben Eisen(II)-iodid und gasförmigem Iod bedeutende Mengen an Eisen(III)-iodid FeI3 und Fe2I6.
In fester Form lässt es sich durch Reaktion von Eisenpentacarbonyl und Iod durch Bestrahlung bei −20 °C in Form einer unreinen zersetzlichen schwarzen Masse gewinnen.